# نوما (مطعم)
نوما هو مطعم حائز على نجمتين ميشلان يديره الشيف رينيه ريدزيبي في كوبنهاغن ، الدنمارك. الاسم هو اختصار مقطعي للكلمتين الدنماركيتين" no rdisk" (نورديك) و " ma d" (طعام). تم افتتاح المطعم في عام 2003 ، وهو معروف بإعادة اختراعه وتفسيره لمطبخ الشمال. في الأعوام 2010 و 2011 و 2012 و 2014 ، تم تصنيفه كأفضل مطعم في العالم من قبل مجلة Restaurant - اعتبارًا من عام 2019 احتل المرتبة الثانية.

## معرض الصور

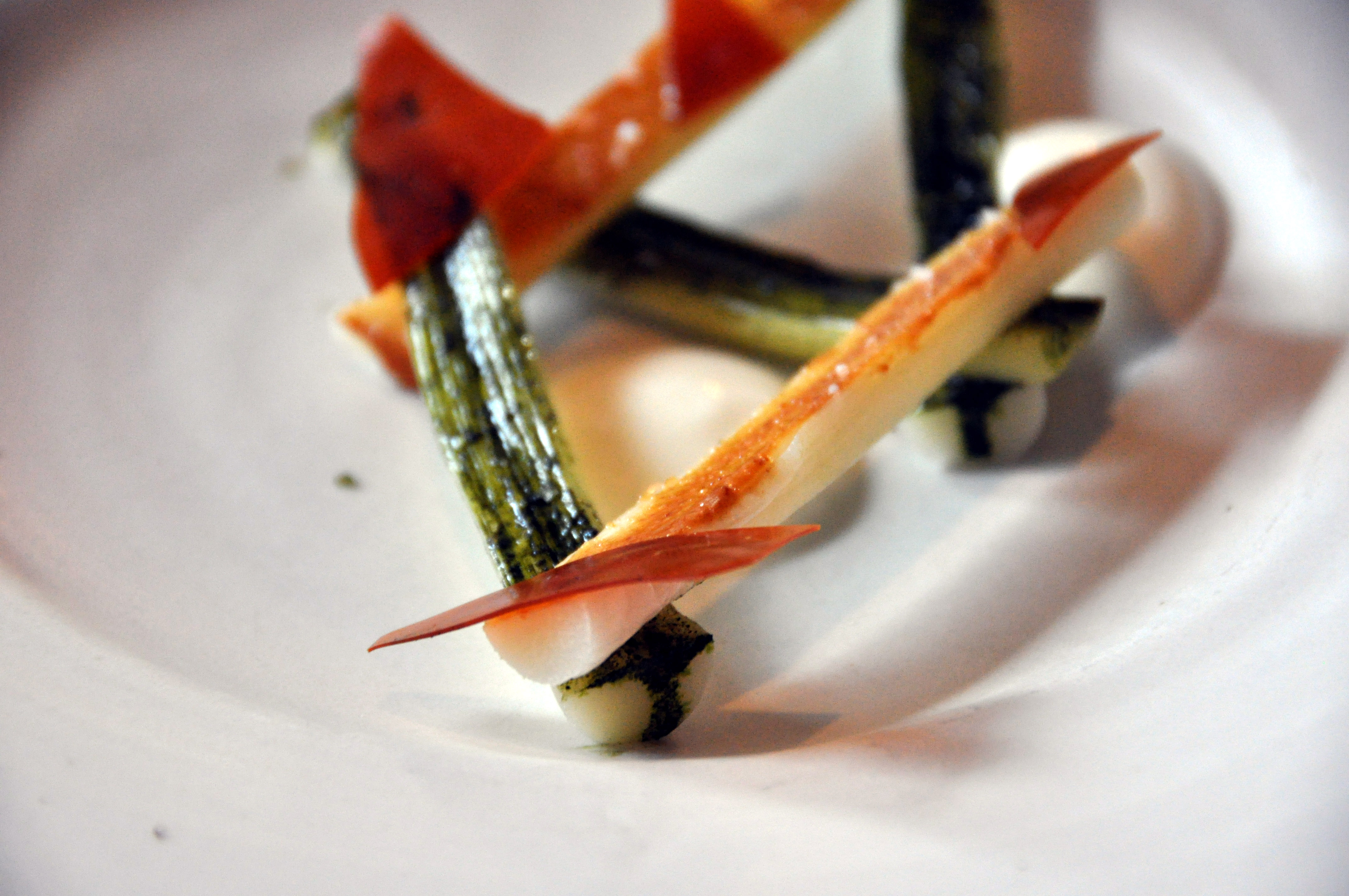
كراث مشوي مع بندق و زبادي ومرق دجاج مكرمل.
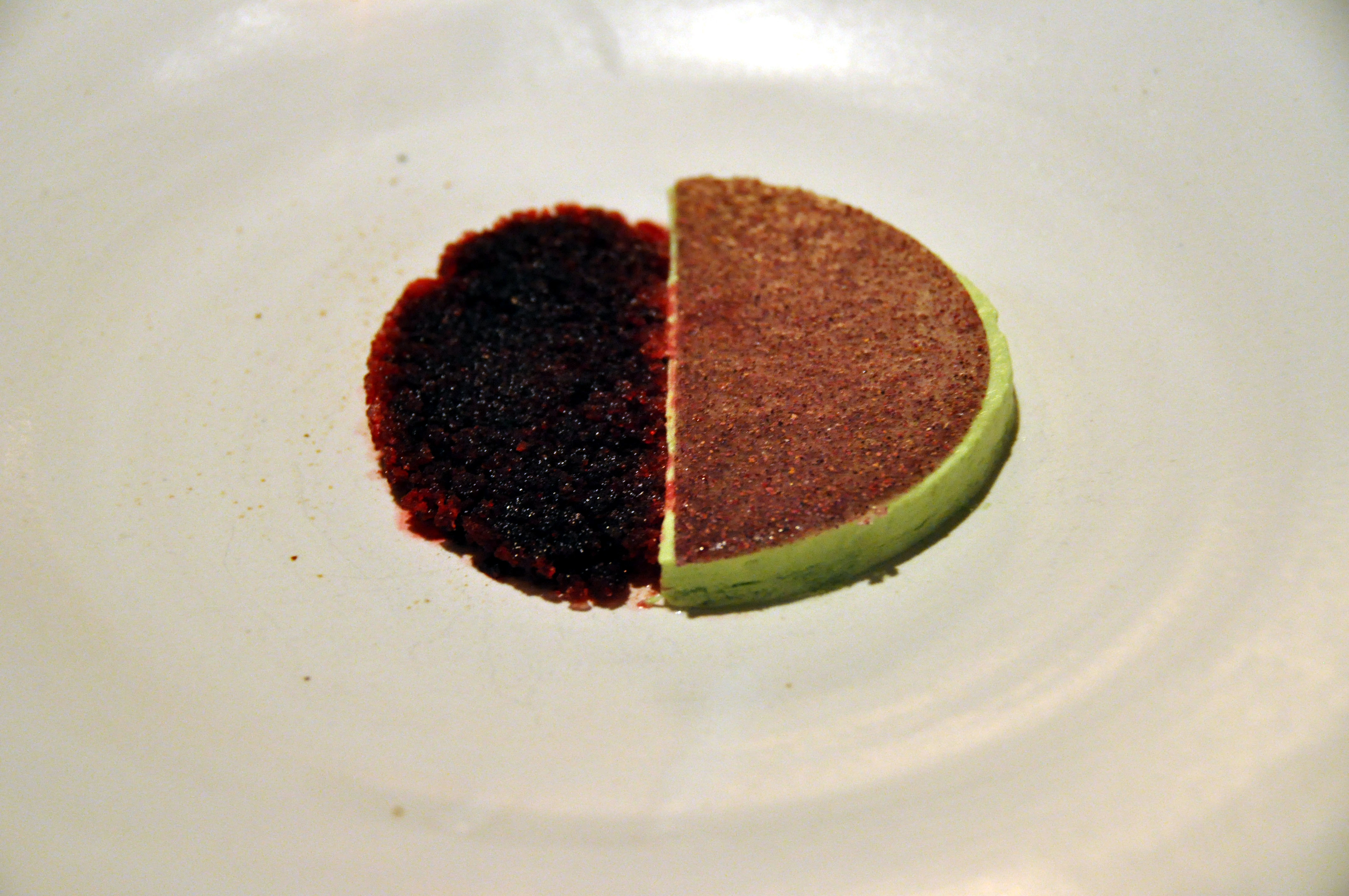
موس الحميض والجرانيتا من روزا روجوزا والشمندر .
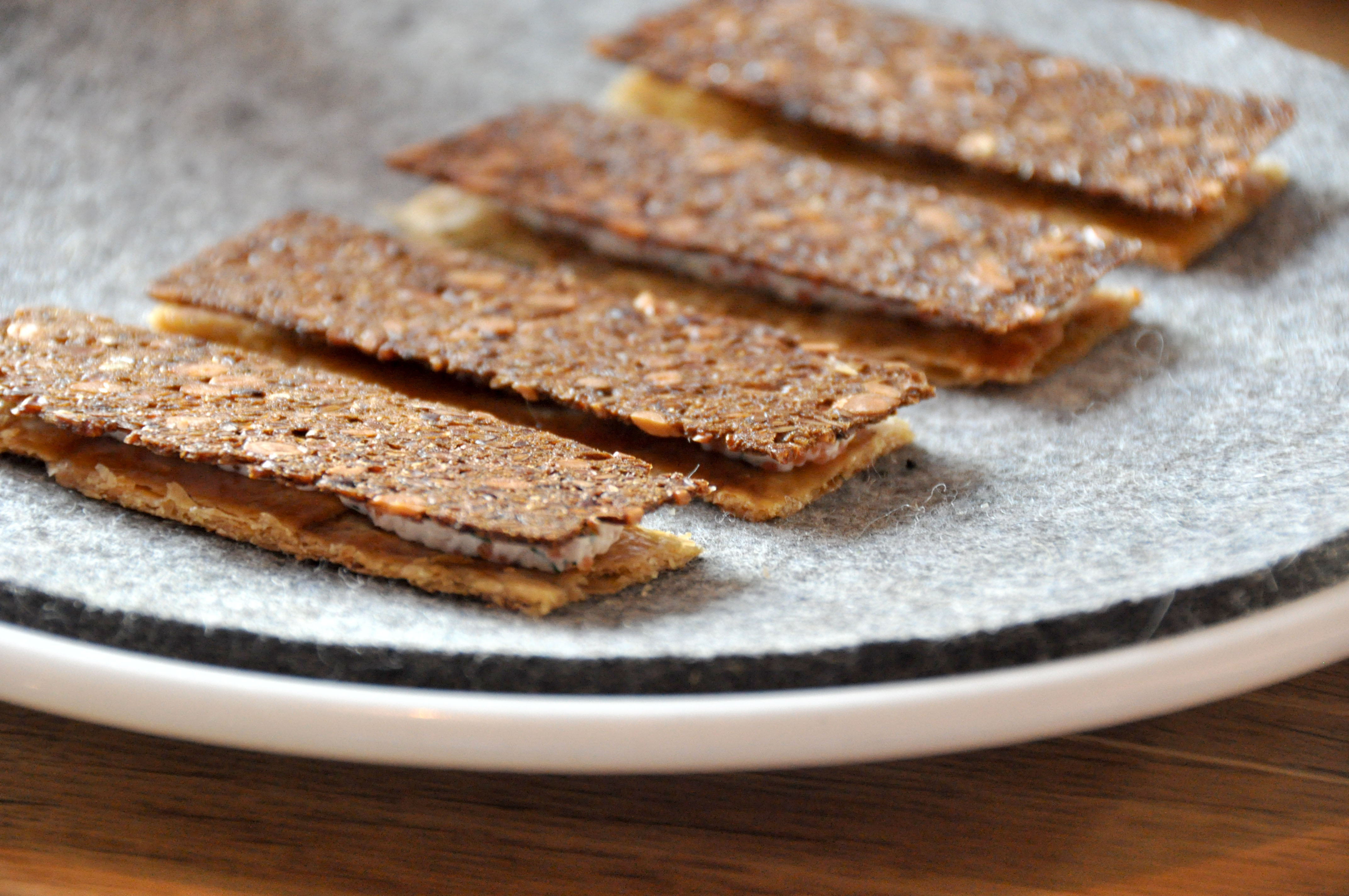
خبز الجاودار وجلد الدجاج مع ريجوست (جبن مدخن دنماركي) وبطارخ الذئب .
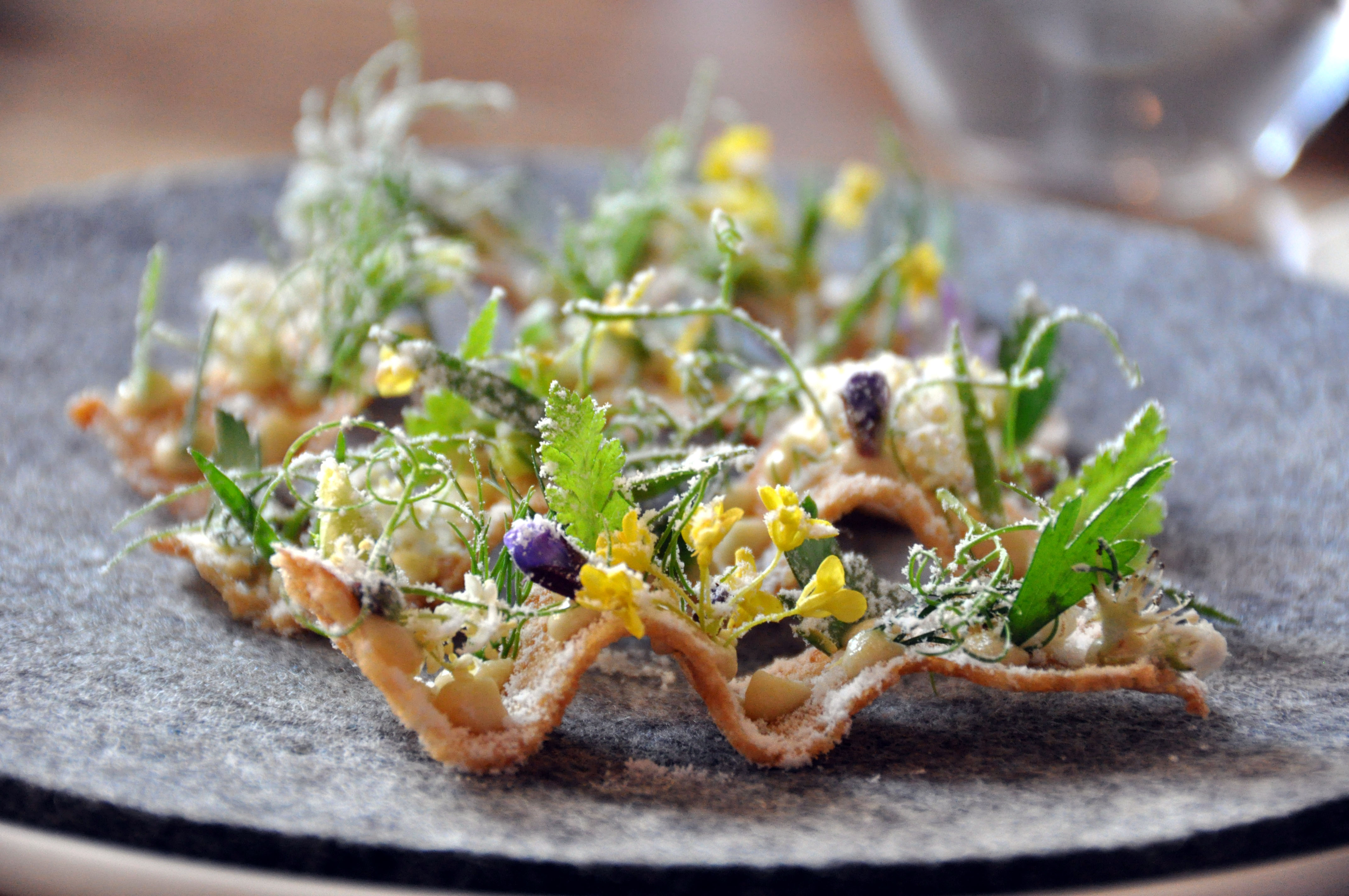
توست مع بطارخ الطربوت والأعشاب وغبار الخل.
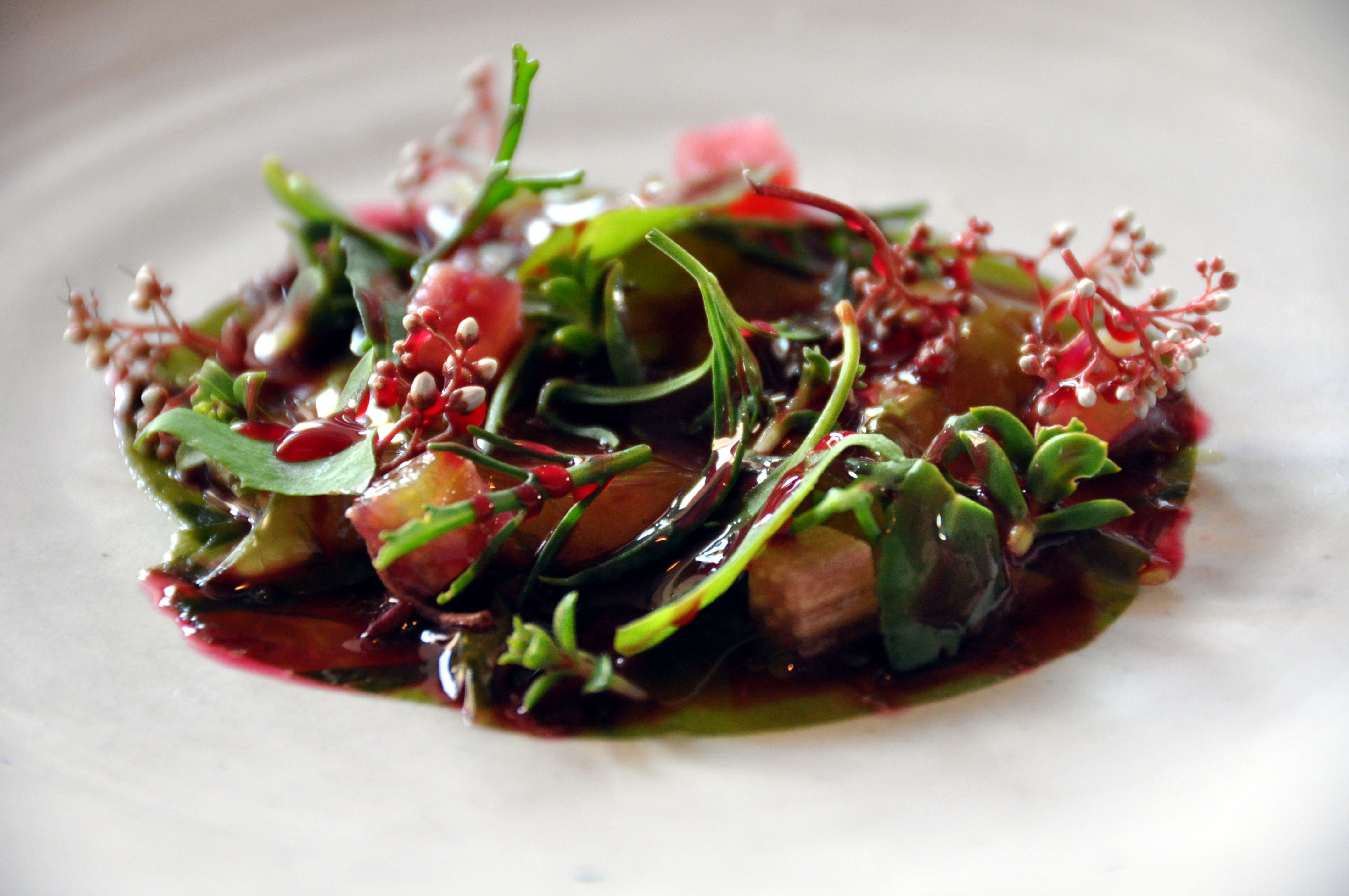
روبيان نيئ مع الأعشاب البحرية والراوند والأعشاب.
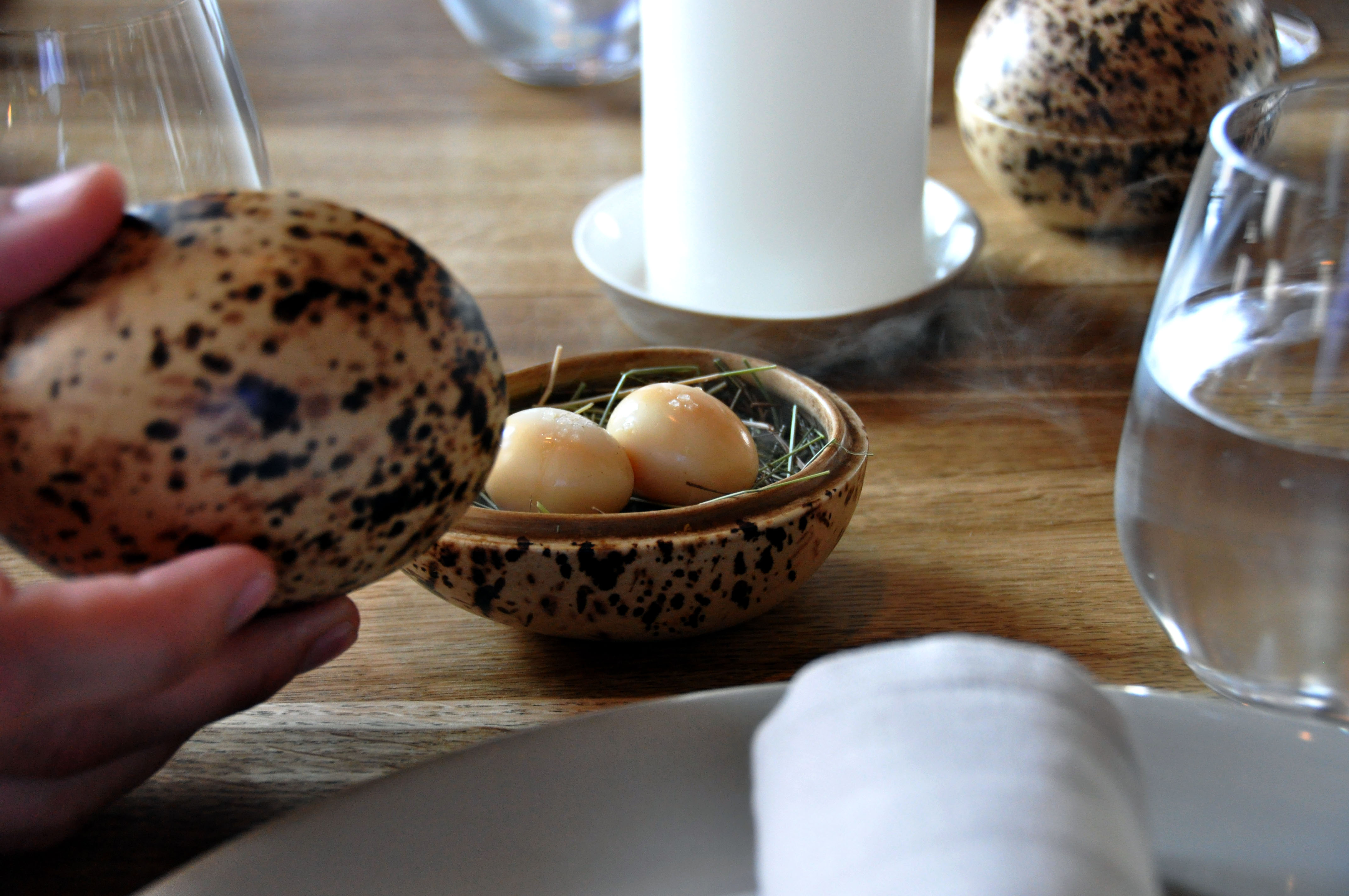
بيض السمان المخلل والمدخن.
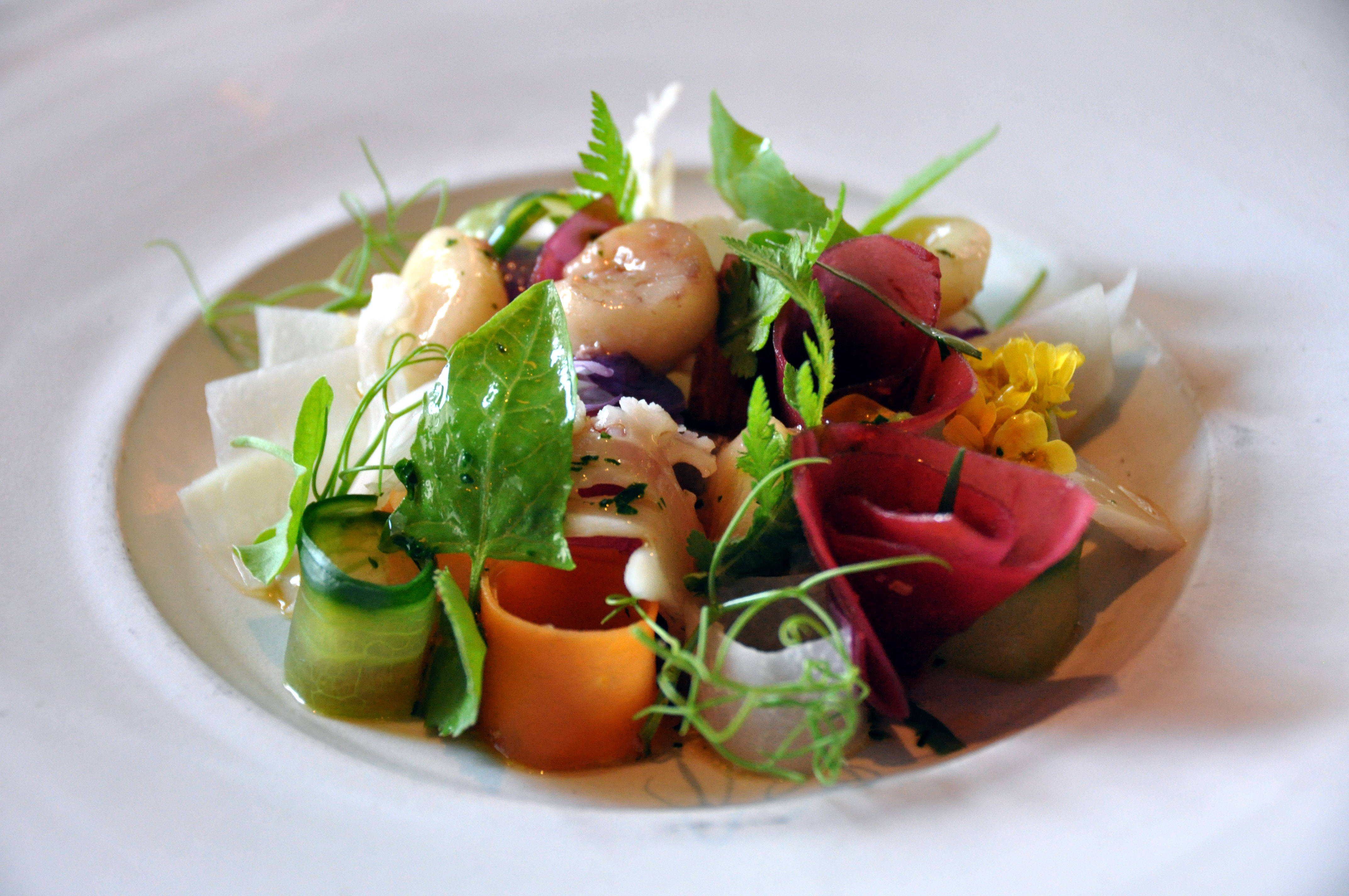
نخاع مع خضار مخلل.
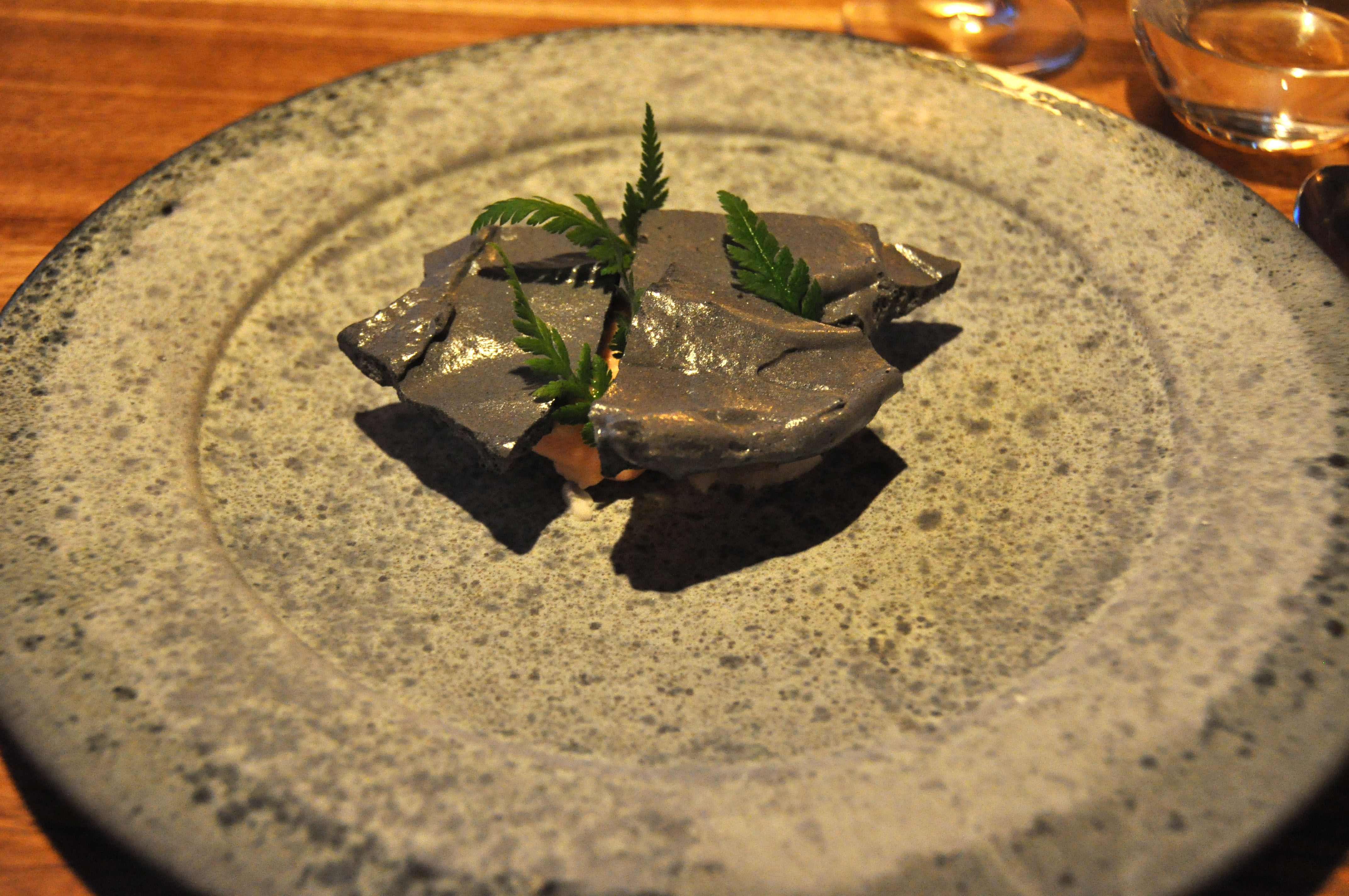
مرينغ وثلج مصنوع من خشب البتولا والعسل.

## روابط خارجية
- الموقع الرسمي